# 大洲車站
大洲車站是一座位於臺灣宜蘭縣三星鄉的鐵路車站，屬行政院農業委員會林務局已廢止鐵路路線羅東森林鐵道。

## 車站構造

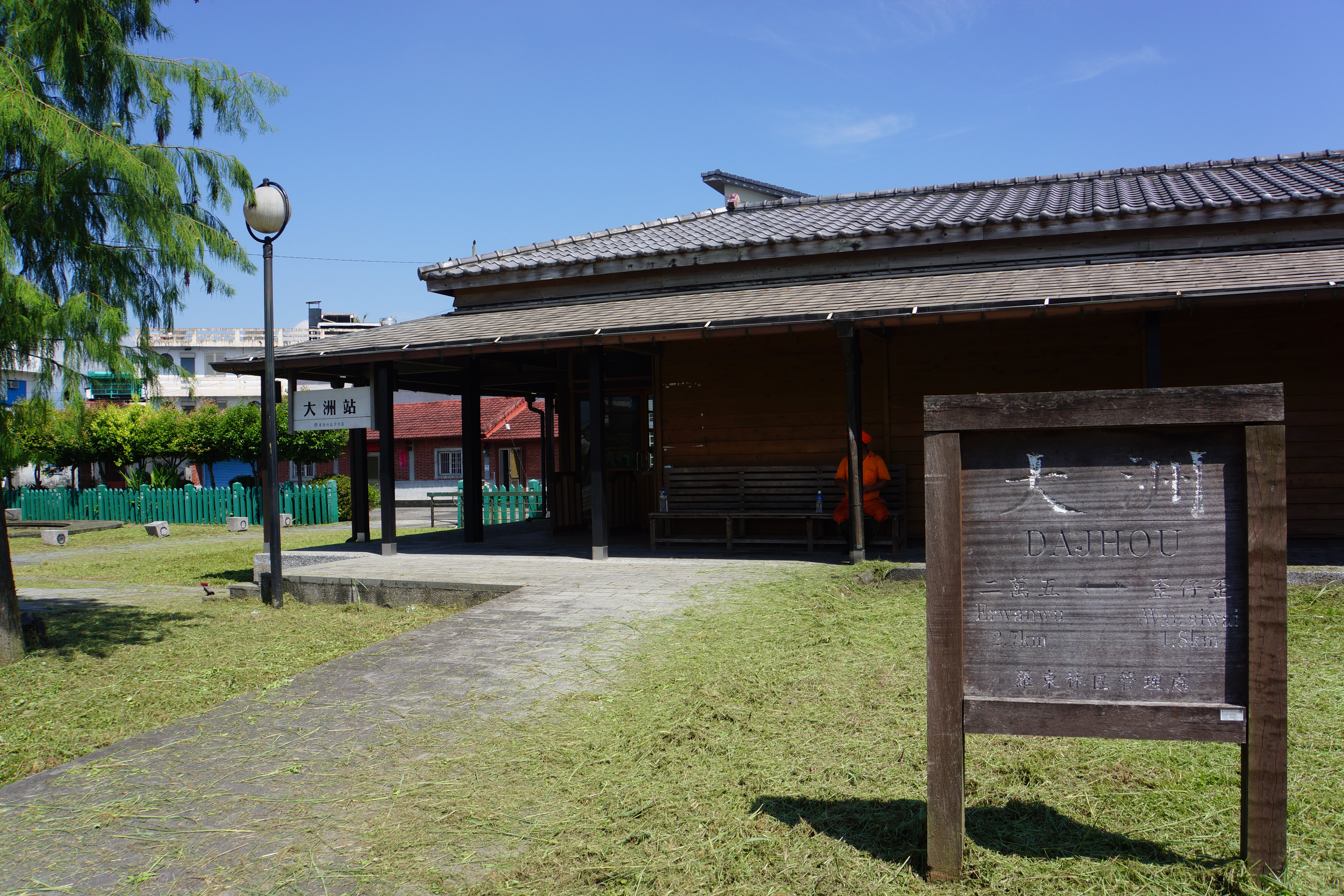
大洲車站

日式木造車站一座。

## 利用狀況
廢止；現作文物館，欲入內參觀者需致電管理人員。
亦數次作為影像傳播多媒體拍攝場景，如作為電視劇《下一站，幸福》中之花田村長辦公室。

## 車站週邊
- 縣道196號
- 大洲國民小學

## 歷史
- 1921年
  - 台南製糖（今沖繩製糖）的糖業鐵道開通[2]。
    - 營林所的林業鐵道從土場至天送埤段開通[3]。
- 1924年1月17日：由台南製糖的糖業鐵道改建的羅東森林鐵路延伸到竹林段[3]。
- 1926年5月27日：開始辦客[3]。
- 1979年8月1日：廢止[3]。
- 2001年：站房重建[4]。
- 2009年11月30日：開始改建為文物館[5]。
- 2009年11月30日：文物館完工[5]

## 交通
- 宜蘭縣市區公車

| 營運業者 | 路線編號 | 營運區間               | 備註                 |
| -------- | -------- | ---------------------- | -------------------- |
| 國光客運 | 綠17     | 羅東轉運站－長埤湖     | 停在「大洲車站」站牌 |
| 國光客運 | 1794     | 羅東轉運站－大洲－三星 | 停在「大洲」站牌     |